# Baud
 Baud  (en bretón Baod) es una población y comuna francesa, situada en la región de Bretaña, departamento de Morbihan, en el distrito de Pontivy y cantón de Baud.

## Demografía
| 4547 | 4814 | 4989 | 4925 | 4658 | 4813 |
| Para los censos de 1962 a 1999 la población legal corresponde a la población sin duplicidades (Fuente: INSEE [Consultar]) |      |      |      |      |      |